# Risca
Risca är en ort i Storbritannien.   Den ligger i kommunen Caerphilly och riksdelen Wales, i den södra delen av landet, 210 km väster om huvudstaden London. Risca ligger 49 meter över havet och antalet invånare är 20 443.
Orten är uppdelad på två communities, Risca East och Risca West.
Terrängen runt Risca är kuperad åt nordväst, men åt sydost är den platt. Runt Risca är det tätbefolkat, med 636 invånare per kvadratkilometer. Närmaste större samhälle är Newport, 7,4 km öster om Risca. Trakten runt Risca består i huvudsak av gräsmarker.